# Aristarch Wiktorowitsch Wenes

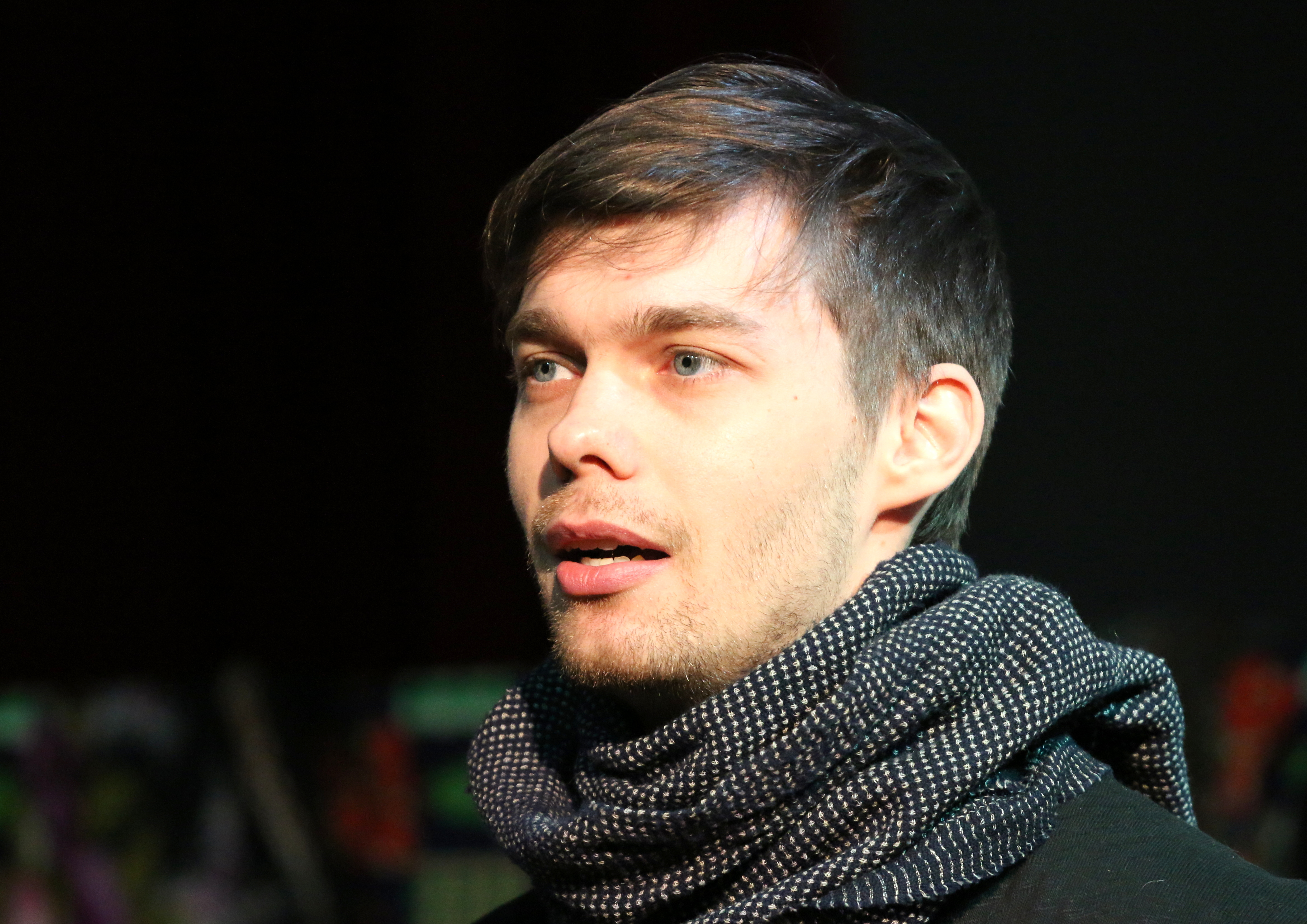
Aristarch Wiktorowitsch Wenes (2017)

Aristarch Wiktorowitsch Wenes (russisch Аристарх Викторович Венес, wiss. Transliteration Aristarch Viktorovič Venes; * 4. Oktober 1989 in Moskau, RSFSR, Sowjetunion) ist ein russischer Theater- und Filmschauspieler.

## Leben
Wenes' Vater Wiktor Wenes (* 13. November 1962) ist ebenfalls als Schauspieler tätig. Sein Großvater ist der griechischstämmige Aristarhos Wenes, der 1949 in die Sowjetunion umsiedelte. Wenes hat eine jüngere Schwester, die in einigen Filmen Statistenrollen übernahm. Nach seiner Schulzeit besuchte er die Moscow Art Theatre School und besucht Kurse von Konstantin Arkadjewitsch Raikin. Er ist bekennender Fan des Fußballvereins Lokomotive Moskau.
Er begann seine Schauspielkarriere Mitte der 2000er Jahre als Darsteller in verschiedenen Fernsehserien. Eine größere Serienrolle übernahm er von 2006 bis 2007 in der Fernsehserie Kadetstvo, in der er in insgesamt 160 Episoden die Rolle des Cadet Ilya Sukhomlin darstellte. Ab den 2010er Jahren mehrten sich Besetzungen in Spielfilmen. Eine größere Rolle übernahm er 2018 in Jenseits der Realität.

## Filmografie (Auswahl)
- 2004: Operatsiya 'Tsvet natsii' (Операция 'Цвет нации') (Fernsehserie)
- 2004: Kadety (Кадеты) (Fernsehserie)
- 2005: Landysh serebristyy 2 (Ландыш серебристый 2) (Fernsehserie)
- 2006–2007: Kadetstvo (Кадетство) (Fernsehserie, 160 Episoden)
- 2009: Kremlyovskie kursanty (Кремлёвские курсанты) (Fernsehserie)
- 2010: Odnoklassniki (Одноклассники)
- 2011: Zubi na polky (Kurzfilm)
- 2014: Korporativ (Корпоратив)
- 2014: Sex, Coffee, Cigarettes (Sex, kofe, sigarety/Sex, кофе, сигареты)
- 2014: The Girl of Your Dreams (Anzhelika/Анжелика) (Fernsehserie)
- 2015–2017: Zakon kamennykh dzhungley (Закон каменных джунглей) (Fernsehserie, 17 Episoden)
- 2016: Friday (Pyatnitsa/Пятница)
- 2016: Pervokursnitsa (Первокурсница) (Mini-Serie)
- 2017: Graphomafia (Grafomafiya/Графоманы)
- 2017: Maximum Impact
- 2018: Jenseits der Realität (Sa granju realnosti/За гранью реальности)
- 2019: Detective Syndrome (Потерянные) (Mini-Serie, 8 Episoden)
- 2020: Maelstorm (Водоворот) (Fernsehserie)
- 2021: Master (Мастер) (Fernsehserie)